# Fužinski most
Fužinski most je most preko Ljubljanice in stoji v trasi Chengdujske ceste, ta pa povezuje Zaloško cesto in Trpinčevo ulico v Ljubljani.
Prvi leseni most na tem mestu je viden na upodobitvi Fužinskega gradu Janeza Vajkarda Valvasorja iz leta 1689. O nadaljnji usodi mostu podatki niso znani.
Zaradi preobremenjenosti s prometom in ogrožanja pešcev, je bil dotedanji most leta 1978 rekonstruiran. Promet je bil omogočen samo izmenično enosmerno s prednostjo vozilom, ki so prihajala iz Zaloške ceste, za pešce pa so uredili obojestransko pot, ki je bila od vozišča ločena z jekleno varnostno ograjo.
Stari Fužinski most je bilo treba porušiti zaradi dotrajanosti, prometne neustreznosti in zaradi potrebe po novih komunalnih vodih. Nov most so pričeli graditi 17. novembra 1986. Končali so ga v letu dni. Izvajalec je bilo gradbeno podjetje Gradis. Arhitekt Peter Gabrijelčič ga je oblikoval tako, da se čim bolje vklaplja v tamkajšnje okolje, saj je v bližini tako Fužinski grad kot najstarejša elektrarna Fužine (1897) z zapornicami. Oblikovan je na osnovi mostov Jožeta Plečnika. Zanj je leta 1988 prejel nagrado Prešernovega sklada.
Most ima dvosmerno, dvopasovno vozišče. Prekladno konstrukcijo predstavljajo prednapeti armiranobetonski nosilci. Pločniki in kolesarske steze so od vozišča ločeni z betonsko ograjo v katero so vgrajeni tudi stebri za javno razsvetljavo. Tudi mostna ograja je betonska. Na mostu je ohranjena kapelica. 
Novi most je vplival na obnovo in razvoj vse bližnje okolice.
- Kapelica na mostu
- Mostne ograje
- Obeležje gradnji Fužinskega mostu
- Razglednica Valvazorjevega Fužinskega gradu z mostom v ospredju